# Lennart J. Lundqvist
Ej att förväxla med Lennart Lundquist (1938–2014), också han statsvetare och professor.
Lennart Johannes Lundqvist, känd som Lennart J. Lundqvist, född 26 april 1939 i Byske församling i Västerbottens län, är en svensk statsvetare och professor emeritus.
Lennart J. Lundqvist, som är son till målaren Oskar Lundqvist och Karin Brännström, blev politice magister i Uppsala 1967 och filosofie doktor 1971 och docent 1975. Han var anställd vid Uppsala universitet från 1967, verkade vid Humanistisk-samhällsvetenskapliga forskningsrådet (HSFR) från 1978 och vid Statens institut för byggnadsforskning (SIB) från 1980. Till Göteborgs universitet kom han 1988 och blev där professor i statsvetenskap särskilt organisatoriska och genomförandeprocesser på miljöområdet 1994.
Han var ledamot av Forskningsnämnden vid Statens naturvårdsverk (SNV) 1986–1989, ordförande i Kommittén för samhällsvetenskaplig miljöforskning vid samma verk 1989–1993 och ledamot av European Science Foundation (ESF) 1998–2001.
Han är författare till Miljövårdsförvaltning och politisk struktur (vilken han disputerade med 1971), The hare and the tortoise (1980), Housing policy and equality (1986), Dis-lodging the welfare State (1992), Hållbar vattenförvaltning (2004) och Sweden and Ecological Governance. Stradding the Fence (2004).
Lundqvist var 1964–1980 gift med sjuksköterskan Maud Lindgren och fick två döttrar, av vilka den äldre är skådespelaren Anja Lundqvist. Han gifte sedan om sig 1988 med utredningssekreterare Solveig Einarsson.